# انتقام‌جویان جدید
انتقامجویان جدید (به انگلیسی: The New Avengers) نام یکی از کمیک‌های مارول نوشته دیوید هانچ است.

## اعضاء
از مهم‌ترین شخصیت‌های این سری داستان‌ها که کار مارول کمیکز است، ولورین، مرد عنکبوتی، لوک کیج و مشت آهنی ،ماشین جنگ، دکتر استرنج، مرغ مقلد را می‌توان نام برد.